# India javasolt világörökségi helyszínei
India területéről eddig negyvenhárom helyszín került fel a világörökségi listára, ötvenhat helyszín a javaslati listán várakozik a felvételre.
| Név                                                                            | Kép | Típus      | Kritérium      | Év   | Link |
| ------------------------------------------------------------------------------ | --- | ---------- | -------------- | ---- | ---- |
| Gválijár-erőd                                                                  |     | Kulturális | II, IV         | 2024 | 6730 |
| Khooni Bhandara földalatti vízgazdálkodási rendszer                            |     | Kulturális | II, III, IV    | 2024 | 6731 |
| A Csambal-völgy sziklarajzai                                                   |     | Kulturális | III, IV        | 2024 | 6732 |
| Bhojesvara Mahadev-templom                                                     |     | Kulturális | I, III, IV     | 2024 | 6733 |
| A gondi nép emlékei Ramnagarban                                                |     | Kulturális | II, III        | 2024 | 6735 |
| Dhamnar-barlangok                                                              |     | Kulturális | II, IV         | 2024 | 6736 |
| Erődök a Konkan-parton                                                         |     | Kulturális | II, IV, VI     | 2024 | 6703 |
| Modhérai naptemplom                                                            |     | Kulturális | I, IV          | 2022 | 6627 |
| Unakoti szobrai és domborművei                                                 |     | Kulturális | I, IV          | 2022 | 6628 |
| Vadnagar                                                                       |     | Kulturális | II, V          | 2022 | 6629 |
| A Konkan-régió sziklarajzai                                                    |     | Kulturális | I, III, IV     | 2022 | 6605 |
| Élő gyökérhíd kultúrtáj                                                        |     | Kulturális | I, III, VI     | 2022 | 6606 |
| Sri Veerabhadra-templom és Nandi isten bikaszobra                              |     | Kulturális | I, II, VI      | 2022 | 6607 |
| Váránaszi ikonikus folyópartja                                                 |     | Kulturális | II, IV, VI     | 2021 | 6526 |
| Káncsipuram templomai                                                          |     | Kulturális | IV, VI         | 2021 | 6528 |
| Hire Benkal megalitikus helyszín                                               |     | Kulturális | III, IV        | 2021 | 6529 |
| Bhedaghat-Lametaghat a Narmada völgyében                                       |     | Természeti | VII, VIII      | 2021 | 6531 |
| Satpura tigrisrezervátum                                                       |     | Természeti | VII, IX, X     | 2021 | 6532 |
| A marátha katonai építészet emlékei Mahárástrában                              |     | Kulturális | II, III, IV    | 2021 | 6533 |
| Órcsha történelmi épületegyüttesei                                             |     | Kulturális | II, IV         | 2019 | 6404 |
| Garo Hills természetvédelmi terület                                            |     | Vegyes     | V, VI, VIII, X | 2018 | 6356 |
| Keibul Lamjao Nemzeti Park                                                     |     | Vegyes     | V, VII, IX, X  | 2016 | 6086 |
| Hideg sivatagi kultúrtáj                                                       |     | Vegyes     | III, V, VI, X  | 2015 | 6055 |
| Helyszínek a Grand Trunk Road mentén                                           |     | Kulturális | II, IV, VI     | 2015 | 6056 |
| A templomépítészet fejlődése: Bádámi, Pattadakal, Ajholé                       |     | Kulturális | III, IV        | 2015 | 5972 |
| A Dekkán Szultanátus műemlékei és erődítményei                                 |     | Kulturális | II, III        | 2014 | 5887 |
| Cellabörtön, Andamán-szigetek                                                  |     | Kulturális | IV, VI         | 2014 | 5888 |
| Indiai szárikészítő műhelyek                                                   |     | Kulturális | III, V         | 2014 | 5890 |
| Apatani kultúrtáj                                                              |     | Kulturális | III,, V        | 2014 | 5893 |
| Sri-Ranganathaswamy-templom, Srirangam                                         |     | Kulturális | I, II, III, V  | 2014 | 5894 |
| Shrirangapattana történelmi épületei                                           |     | Kulturális | I, II, III, V  | 2014 | 5895 |
| Csilka-tó                                                                      |     | Természeti | IX, X          | 2014 | 5896 |
| Padmanabhapuram-palota                                                         |     | Kulturális | III, IV        | 2014 | 5897 |
| Az erőszakmentes ellenállási mozgalom emlékhelyei                              |     | Kulturális | IV, VI         | 2014 | 5899 |
| Thembang erődített falu                                                        |     | Kulturális | II, III, V     | 2014 | 5913 |
| Narcondam-sziget                                                               |     | Természeti | VIII, IX, X    | 2014 | 5914 |
| Bhuvanesvar                                                                    |     | Kulturális | I, II, III     | 2014 | 5916 |
| Burzahom újkőkori települése                                                   |     | Kulturális | II, III, V     | 2014 | 5917 |
| Lothal régészeti helyszíne                                                     |     | Kulturális | V              | 2014 | 5918 |
| Az Indiai hegyi vasutak helyszín kiterjesztése                                 |     | Kulturális | II, IV         | 2014 | 5919 |
| Tamil kereskedőfalvak                                                          |     | Kulturális | II, V, VI      | 2014 | 5920 |
| Bahái templom Újdelhiben                                                       |     | Kulturális | I, IV, VI      | 2014 | 5921 |
| Delhi történelmi emlékei                                                       |     | Kulturális | II, V, VI      | 2012 | 5743 |
| A Selyemút indiai helyszínei                                                   |     | Kulturális | II, III, VI    | 2010 | 5492 |
| A hajdarábádi Golkonda Erőd Kutb Sáhi emlékművei ( Kutb Sáhi sírja, Csárminár) |     | Kulturális | I, II, III, IV | 2010 | 5573 |
| Kasmír mogul kertjei                                                           |     | Kulturális | I, II, IV      | 2010 | 5580 |
| Neora-völgy Nemzeti Park                                                       |     | Természeti | VII, X         | 2009 | 5447 |
| Sivatag Nemzeti Park                                                           |     | Természeti | VII, VIII, X   | 2009 | 5448 |
| Námdafa Nemzeti Park                                                           |     | Természeti | VII, IX, X     | 2006 | 2104 |
| Vadszamár-rezervátum a Kis Rann tájvédelmi körzetben (Kacs, Gudzsarát)         |     | Természeti | X              | 2006 | 2105 |
| Aranytemplom, Amritszár, Pandzsáb                                              |     | Kulturális | III, IV, VI    | 2004 | 1858 |
| Mádzsuli-sziget a Brahmaputra középső szakaszán, Asszám                        |     | Kulturális | II, III, V, VI | 2004 | 1870 |
| Mattancseri palota, Ernakulam, Kerala                                          |     | Kulturális | -              | 1998 | 1092 |
| Mandu műemlékegyüttese, (Madhja Prades)                                        |     | Kulturális | -              | 1998 | 1095 |
| Történelmi buddhista helyszín: Szárnáth és Váránaszi                           |     | Kulturális | -              | 1998 | 1096 |
| Bisnupur templomai                                                             |     | Kulturális | -              | 1998 | 1087 |

## Elhelyezkedésük
| Szárnáth Bhojesvara Mahadev-templom Golkonda-erőd Mádzsuli-sziget Modhéra Khooni Bhandara Hire Benkal Marátha építészet Keibul Lamjao Nemzeti Park Szárikészítés Sri-Ranganathaswamy-templom Burzahom Lothal                  | Mandu Indiai hegyi vasutak Námdafa Nemzeti Park Sivatag Nemzeti Park Élő gyökérhíd kultúrtáj Sri Veerabhadra-templom Váránaszi Bhedaghat-Lametaghat Hideg sivatagi kultúrtáj A Dekkán Szultanátus műemlékei Padmanabhapuram-palota Ellenállási mozgalom Bhuvanesvar Selyemút |
| Mattancseri palota Vadszamár-rezervátum Unakoti Vadnagar A Konkan-régió sziklarajzai Kasmír mogul kertjei Órcsha Bishnuphur Csambal-völgy Garo Hills Grand Trunk Road Börtön Apatani kultúrtáj Shrirangapattana Bahái templom | Ramnagar Dhamnar-barlangok Gválijár-erőd Erődök a Konkan-parton Aranytemplom Neora-völgy Káncsipuram Satpura tigrisrezervátum Delhi Bádámi,Pattadakal,Ajholé Csilka-tó Thembang Narcondam-sziget Tamil kereskedőfalvak                                                       |